# Betika (plateforme)
Pour les articles homonymes, voir Betika.
Betika est une plateforme de paris sportifs disponible au Kenya, en Tanzanie, en Éthiopie, en République démocratique du Congo, au Ghana, au Nigeria, en Mozambique, en Zambie et au Malawi. Betika propose des produits de paris sportifs, de casino, de jeux virtuels et de paris d'e-sport.
Betika a mis en place la somme de pari minimale à 1 KSh. Les gains de coupons ne peuvent pas dépasser 500 000 KShs.
Le bookmaker africain propose une application de paris sportifs destinée aux utilisateurs Android, et permet donc aux joueurs de parier directement depuis leur téléphone. Par ailleurs, des promotions sont aussi régulièrement renouvelées pour attirer de plus en plus de clients.
Au niveau des licences, Betika est autorisé à exercer dans tous les pays précédemment cités. Par exemple, en RDC, Betika dispose d'une autorisation de la SONAL (Société Nationale de Loterie).

## Appartenance
Betika appartient à Shop and Deliver Limited, une compagnie avec des actionnaires kenyans.

## Implication sportive
Betika est le sponsor actuel du club AFC Leopards et Kenya Police Football Club.
Betika a investi dans la promotion de la culture sportive et le développement des talents chez les jeunes grâce à son initiative baptisée Betika Na Community. L'initiative apporte un soutien aux sports de base en fournissant des kits, des équipements sportifs et un soutien financier aux équipes locales au Kenya. L'entreprise, par le biais de l'initiative Betika Na Community, a également organisé des tournois sportifs professionnels dans différents comtés et vise à atteindre les 47 comtés du pays. Les artistes locaux reçoivent une plate-forme pour mettre en valeur leurs talents pendant les tournois, leur donnant les revenus et la visibilité dont ils ont besoin pour se développer,,.